# 皮永
皮永（法語：Pillon，法語發音：[pilɔ̃]）是法国默兹省的一个市镇，属于凡尔登区。

## 地理
皮永（49°22'32"N, 5°34'31"E）面积15.41 平方千米，位于法国大東部大區默兹省，该省份为法国西北部内陆省份，北与比利时接壤，西接马恩省和阿登省，南至上马恩省和孚日省，东临默尔特-摩泽尔省。
与皮永接壤的市镇（或旧市镇、城区）包括：比伊苏芒日耶讷、迪泽、芒日耶讷、奥坦河畔鲁夫鲁瓦、奥坦河畔圣洛朗、索尔贝。

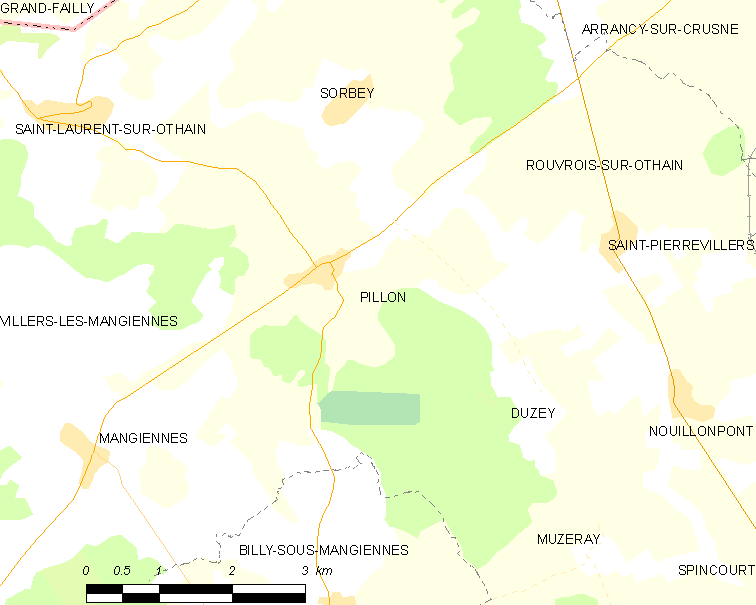
皮永的OSM定位图

皮永的时区为UTC+01:00、UTC+02:00（夏令时）。

## 行政
皮永的邮政编码为55230，INSEE市镇编码为55405。

## 政治
皮永所属的省级选区为布利尼县。

## 人口

1962-2008年间皮永人口变化图示

皮永于2022年1月1日时的人口数量为250人。